# Ornithogalum oligophyllum
Ornithogalum oligophyllum är en sparrisväxtart som beskrevs av E.D.Clarke. Ornithogalum oligophyllum ingår i släktet stjärnlökar, och familjen sparrisväxter. Inga underarter finns listade i Catalogue of Life.